# Équipe de Suisse de football en 2022
Cet article présente l'année 2022 pour l'équipe de Suisse de football. Pour la première fois, c'est avec l'une des deux grandes compétitions officielles qu'elle boucle son année civile, la Coupe du monde se disputant pour la première fois en hiver. Elle dispute avant cela sa troisième campagne de Ligue des nations, dans un groupe relevé composé notamment de l'Espagne et du Portugal. En amical, en mars et en novembre, elle affronte pour la première fois le Kosovo, à Zurich, et le Ghana, à Abou Dabi. En septembre, elle s'impose pour la toute première fois en Espagne, lors de la 25e confrontation entre les deux formations, la 10e sur sol espagnol.

## Évolution du classement
| Année | 2021     | 2022    | 2022    | 2022 | 2022  | 2022 | 2022 | 2022    | 2022 | 2022      | 2022    | 2022     | 2022     |
| Mois  | décembre | janvier | février | mars | avril | mai  | juin | juillet | août | septembre | octobre | novembre | décembre |
| Rang  | 13       | 14      | 14      | 14   | 16    | 16   | 16   | 16      | 16   | 15        | 15      | 12       | 12       |

## Bilan
|           | Nombre de matchs | Victoires | Matchs nuls | Défaites | Buts marqués | Buts encaissés |
| Domicile  | 4                | 2         | 1           | 1        | 4            | 3              |
| Extérieur | 4                | 1         | 0           | 3        | 4            | 9              |
| Neutre    | 5                | 2         | 0           | 3        | 5            | 11             |
| Total     | 13               | 5         | 1           | 7        | 13           | 23             |

## Matchs et résultats
| Match amical                                     | Angleterre                   | 2 - 1   | Suisse     | Wembley, Londres                                |                                                 |
| 26 mars 2022 · 18h30 · Historique des rencontres | Shaw 45+1e · Kane 78e (pen.) | (1 - 1) | 22e Embolo | Spectateurs : 78 881 Arbitrage : Andreas Ekberg | Spectateurs : 78 881 Arbitrage : Andreas Ekberg |
| 26 mars 2022 · 18h30 · Historique des rencontres | Rapport                      |         |            | Spectateurs : 78 881 Arbitrage : Andreas Ekberg | Spectateurs : 78 881 Arbitrage : Andreas Ekberg |

| Match amical                                     | Suisse      | 1 - 1   | Kosovo      | Letzigrund, Zurich                            |                                               |
| 29 mars 2022 · 18h00 · Historique des rencontres | Lotomba 61e | (0 - 0) | 52e Rashica | Spectateurs : 20 800 Arbitrage : Ruddy Buquet | Spectateurs : 20 800 Arbitrage : Ruddy Buquet |
| 29 mars 2022 · 18h00 · Historique des rencontres | Rapport     |         |             | Spectateurs : 20 800 Arbitrage : Ruddy Buquet | Spectateurs : 20 800 Arbitrage : Ruddy Buquet |

| LDN 2022-2023 - 1re journée                     | Tchéquie                   | 2 - 1   | Suisse     | Sinobo Stadium, Prague                          |                                                 |
| 2 juin 2022 · 20h45 · Historique des rencontres | Kuchta 11e · Sow 58e (csc) | (1 - 1) | 44e Okafor | Spectateurs : 12 236 Arbitrage : Daniel Siebert | Spectateurs : 12 236 Arbitrage : Daniel Siebert |
| 2 juin 2022 · 20h45 · Historique des rencontres | Rapport                    |         |            | Spectateurs : 12 236 Arbitrage : Daniel Siebert | Spectateurs : 12 236 Arbitrage : Daniel Siebert |

| LDN 2022-2023 - 2e journée                      | Portugal                                     | 4 - 0   | Suisse | Stade José Alvalade XXI, Lisbonne              |                                                |
| 5 juin 2022 · 20h45 · Historique des rencontres | Carvalho 15e · Ronaldo 35e 39e · Cancelo 68e | (3 - 0) |        | Spectateurs : 42 325 Arbitrage : Orel Grinfeld | Spectateurs : 42 325 Arbitrage : Orel Grinfeld |
| 5 juin 2022 · 20h45 · Historique des rencontres | Rapport                                      |         |        | Spectateurs : 42 325 Arbitrage : Orel Grinfeld | Spectateurs : 42 325 Arbitrage : Orel Grinfeld |

| LDN 2022-2023 - 3e journée                      | Suisse  | 0 - 1   | Espagne     | Stade de Genève, Genève                                |                                                        |
| 8 juin 2022 · 20h45 · Historique des rencontres |         | (0 - 1) | 13e Sarabia | Spectateurs : 25 875 Arbitrage : Serdar Gözübüyük (en) | Spectateurs : 25 875 Arbitrage : Serdar Gözübüyük (en) |
| 8 juin 2022 · 20h45 · Historique des rencontres | Rapport |         |             | Spectateurs : 25 875 Arbitrage : Serdar Gözübüyük (en) | Spectateurs : 25 875 Arbitrage : Serdar Gözübüyük (en) |

| LDN 2022-2023 - 4e journée                       | Suisse        | 1 - 0   | Portugal | Stade de Genève, Genève                          |                                                  |
| 12 juin 2022 · 20h45 · Historique des rencontres | Seferović 1re | (1 - 0) |          | Spectateurs : 26 300 Arbitrage : Fran Jović (de) | Spectateurs : 26 300 Arbitrage : Fran Jović (de) |
| 12 juin 2022 · 20h45 · Historique des rencontres | Rapport       |         |          | Spectateurs : 26 300 Arbitrage : Fran Jović (de) | Spectateurs : 26 300 Arbitrage : Fran Jović (de) |

| LDN 2022-2023 - 5e journée                            | Espagne  | 1 - 2   | Suisse                  | Stade de La Romareda, Saragosse                 |                                                 |
| 24 septembre 2022 · 20h45 · Historique des rencontres | Alba 55e | (0 - 1) | 21e Akanji · 59e Embolo | Spectateurs : 31 809 Arbitrage : Clément Turpin | Spectateurs : 31 809 Arbitrage : Clément Turpin |
| 24 septembre 2022 · 20h45 · Historique des rencontres | Rapport  |         |                         | Spectateurs : 31 809 Arbitrage : Clément Turpin | Spectateurs : 31 809 Arbitrage : Clément Turpin |

| LDN 2022-2023 - 6e journée                            | Suisse                   | 2 - 1   | Tchéquie   | Kybunpark, Saint-Gall                              |                                                    |
| 27 septembre 2022 · 20h45 · Historique des rencontres | Freuler 29e · Embolo 30e | (2 - 1) | 45e Schick | Spectateurs : 15 353 Arbitrage : Irfan Peljto (en) | Spectateurs : 15 353 Arbitrage : Irfan Peljto (en) |
| 27 septembre 2022 · 20h45 · Historique des rencontres | Rapport                  |         |            | Spectateurs : 15 353 Arbitrage : Irfan Peljto (en) | Spectateurs : 15 353 Arbitrage : Irfan Peljto (en) |

| Match amical                                         | Ghana                    | 2 - 0   | Suisse | Stade Cheikh-Zayed, Abou Dabi                    |                                                  |
| 17 novembre 2022 · 11h00 · Historique des rencontres | Salisu 70e · Semenyo 74e | (0 - 0) |        | Spectateurs : 650 Arbitrage : Ahmed Eisa Mohamed | Spectateurs : 650 Arbitrage : Ahmed Eisa Mohamed |
| 17 novembre 2022 · 11h00 · Historique des rencontres | Rapport                  |         |        | Spectateurs : 650 Arbitrage : Ahmed Eisa Mohamed | Spectateurs : 650 Arbitrage : Ahmed Eisa Mohamed |

| CM 2022 - 1er tour                                   | Suisse     | 1 - 0   | Cameroun | Stade Al-Janoub, Al Wakrah                     |                                                |
| 24 novembre 2022 · 11h00 · Historique des rencontres | Embolo 48e | (0 - 0) |          | Spectateurs : 39 098 Arbitrage : Facundo Tello | Spectateurs : 39 098 Arbitrage : Facundo Tello |
| 24 novembre 2022 · 11h00 · Historique des rencontres | Rapport    |         |          | Spectateurs : 39 098 Arbitrage : Facundo Tello | Spectateurs : 39 098 Arbitrage : Facundo Tello |

| CM 2022 - 1er tour                                   | Brésil       | 1 - 0   | Suisse | Stade 974, Doha                              |                                              |
| 28 novembre 2022 · 17h00 · Historique des rencontres | Casemiro 83e | (0 - 0) |        | Spectateurs : 43 649 Arbitrage : Iván Barton | Spectateurs : 43 649 Arbitrage : Iván Barton |
| 28 novembre 2022 · 17h00 · Historique des rencontres | Rapport      |         |        | Spectateurs : 43 649 Arbitrage : Iván Barton | Spectateurs : 43 649 Arbitrage : Iván Barton |

| CM 2022 - 1er tour                                  | Serbie                         | 2 - 3   | Suisse                                 | Stade 974, Doha                                     |                                                     |
| 2 décembre 2022 · 20h00 · Historique des rencontres | A. Mitrović 26e · Vlahović 35e | (2 - 2) | 20e Shaqiri · 44e Embolo · 48e Freuler | Spectateurs : 41 378 Arbitrage : Fernando Rapallini | Spectateurs : 41 378 Arbitrage : Fernando Rapallini |
| 2 décembre 2022 · 20h00 · Historique des rencontres | Rapport                        |         |                                        | Spectateurs : 41 378 Arbitrage : Fernando Rapallini | Spectateurs : 41 378 Arbitrage : Fernando Rapallini |

| CM 2022 - 1/8 de finale                             | Portugal                                                  | 6 - 1   | Suisse     | Stade de Lusail, Lusail                             |                                                     |
| 6 décembre 2022 · 20h00 · Historique des rencontres | Ramos 17e 51e 67e · Pepe 33e · Guerreiro 55e · Leão 90+2e | (2 - 0) | 58e Akanji | Spectateurs : 83 720 Arbitrage : César Arturo Ramos | Spectateurs : 83 720 Arbitrage : César Arturo Ramos |
| 6 décembre 2022 · 20h00 · Historique des rencontres | Rapport                                                   |         |            | Spectateurs : 83 720 Arbitrage : César Arturo Ramos | Spectateurs : 83 720 Arbitrage : César Arturo Ramos |

## Classement des buteurs
| Buteur          | Compétition officielle | Matchs amicaux | Total |
| --------------- | ---------------------- | -------------- | ----- |
| Breel Embolo    | 4                      | 1              | 5     |
| Manuel Akanji   | 2                      | 0              | 2     |
| Remo Freuler    | 2                      | 0              | 2     |
| Noah Okafor     | 1                      | 0              | 1     |
| Xherdan Shaqiri | 1                      | 0              | 1     |
| Haris Seferović | 1                      | 0              | 1     |
| Jordan Lotomba  | 0                      | 1              | 1     |